# Памперо Фирпо
Хуан Качманян, прозвище Памперо Фирпо (англ. Juan Kachmanian, англ. Pampero Firpo, также известный по прозвищу «Иван Грозный» англ. Ivan The Terrible и другим; 6 апреля 1930, Буэнос-Айрес, Аргентина — 9 января 2020, Сан-Хосе, Калифорния, США) — американский и аргентинский рестлер. Пионер хардкор рестлинга.
Один из самых сильных и устрашающих борцов за три десятилетия с 1950-х по 1980-е годы. За свою карьеру он провёл в общей сложности 8 882 боя. Один из крупнейших территориальных звёзд рестлинга 1960-х и 70-х годов. Был введён в Зал славы профессионального рестлинга в 2018 году. Аргентинская звезда рестлинга. 

## Биография
Родители были армянского происхождения и родились в Османской империи. Его отец оказался в Греции, в приюте Британского Красного Креста. Затем он переехал в Ливан, а после в Аргентину, где стал местным промоутером по боксу.
Хуан Качманян тренировался, чтобы стать профессиональным рестлером в начале 1950-х годов, дебютировав в 1953 году. Его грубый стиль броска сделал его одним из первых пионеров жёсткой борьбы (хардкор рестлинга) и он начал свою карьеру рано под прозвищем «Иван Грозный». К началу 1960-х годов он принял свой более известный образ — Памперо Фирпо, имя, данное ему звездой бокса Джеком Демпси.
Памперо Фирпо был постоянным персонажем среди всех представителей Southside Sports/Big Time Wrestling в Техасе (до его ребрендинга на World Class Championship Wrestling), Big Time Wrestling/NWA Детройта, Среднего Юга, Всемирной федерации рестлинга (WWWF), Pacific Northwest Wrestling в Портленде, Средней Атлантике, Американской ассоциации рестлинга (AWA) и многих других. Он также выступал в Японии с All Japan Wrestling.
После завершения карьеры, вышел на пенсию в 1986 году и ещё 25 лет проработал в Почтовой службе США в Сан-Хосе, Калифорния.
За свою более чем 30-летнюю карьеру Фирпо провёл несколько региональных версий чемпионатов NWA в супертяжелом весе и командных чемпионатах, а также провёл 11-дневный марафон на чемпионате WWC Пуэрто-Рико в тяжелом весе в 1979 году. Он также провёл 6 матчей за Всемирную федерацию борьбы, кульминацией которого стал его вызов чемпиону WWWF Педро Моралесу в Мэдисон-сквер-гарден.
Памперо Фирпо получил американское гражданство в 1965 году. Одним из его самых больших влияний на бизнес стало то, что он представил крылатую фразу «Оооо, да!», которую позже будет использован «Мачо» Рэнди Сэвиджем. 
Хотя Фирпо ростом 5 футов 8 дюймов, его жестокость и интенсивность на ринге сделали сражения с гораздо более крупными противниками по-настоящему правдоподобными. 